# Pieve di San Donato in Poggio

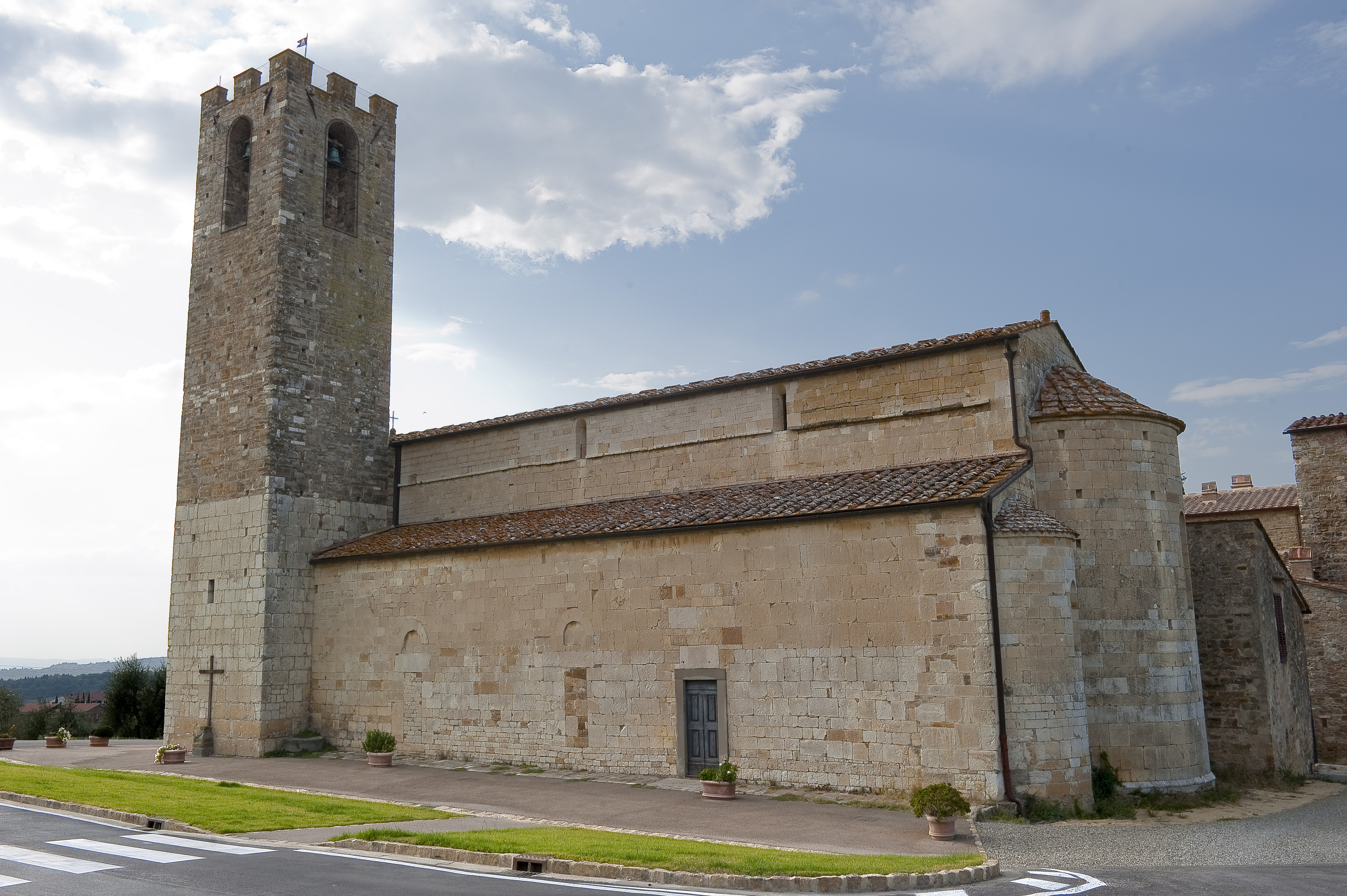
Fiancata meridionale e abside

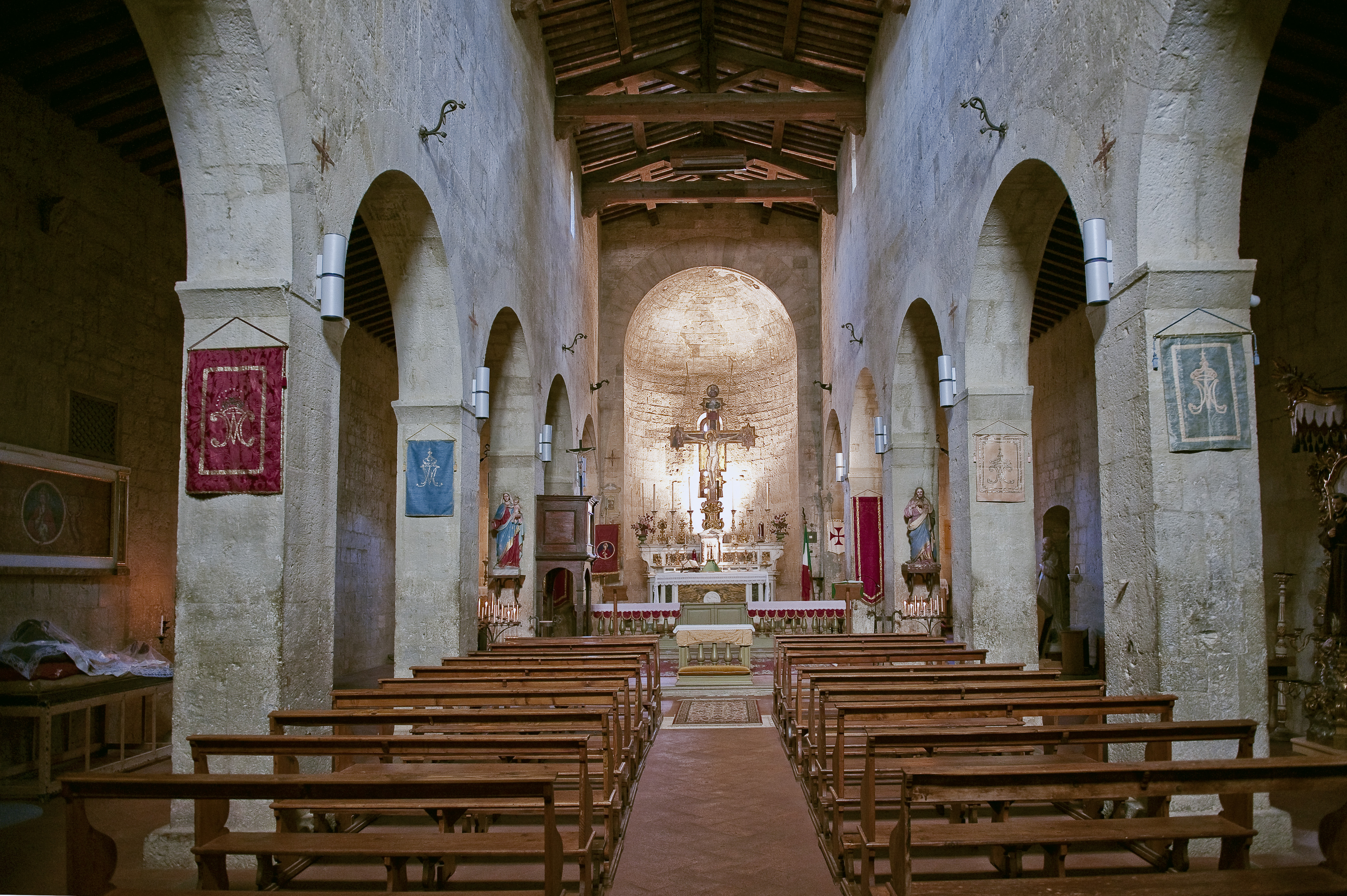
Interno

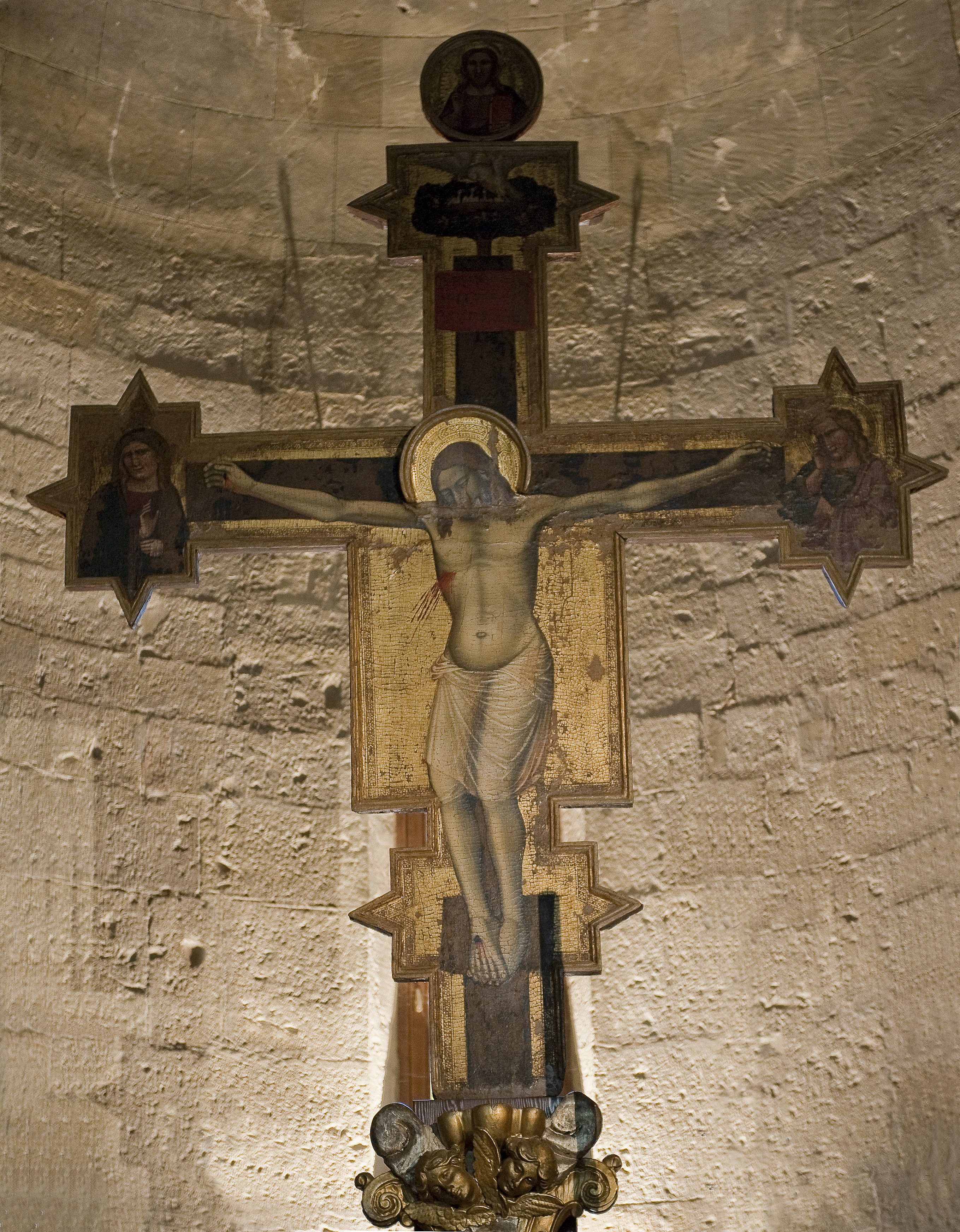
Crocifisso di scuola giottesca (XIV secolo)

La pieve di San Donato si trova a San Donato in Poggio, nel comune di Barberino Tavarnelle, su una delle principali Strate et vie maestre del contado fiorentino, nella località Sanctum Donati de Pocis, sulla via oggi detta della Macìa Morta, sullo spartiacque tra la Val di Pesa e la Valdelsa.

## Storia
Le prime testimonianze scritte sulla pieve di San Donato risalgono al gennaio 989 quando viene nominata in un atto di donazione di alcune terre verso la Badia a Passignano. Numerose sono le testimonianze durante l'XI secolo: in quei documenti si certifica l'importanza del suo ampio territorio situato ai confini delle diocesi di Firenze, Siena e Fiesole. Grazie a questa posizione strategica la chiesa godette sempre di un notevole reddito e questo favorì il formarsi nei suoi pressi del burgo apud ecclesiam S.Donati in Pocis , il borgo di San Donato in Poggio.
Nella chiesa aveva sede un capitolo di canonici; sono rimasti i nomi di alcuni di essi, tra cui si ricordano, nel 1129 il priore Ildebrando e il suo predecessore Renzo che si ritirò a vivere nella Badia a Coneo.
Alla fine del XII secolo la chiesa aveva un rapporto paritario con la Badia a Passignano e la Badia a Isola, come testimoniato da documenti dell'epoca. L'accresciuta importanza della pieve portò ad una sua ricostruzione completa in quel periodo, costruzione che doveva già essere ultimata il 12 ottobre 1173 quando al suo interno risulta rogato un atto notarile. La pieve in quel periodo era sotto la protezione dei Conti Guidi, ai quali il borgo di San Donato venne confermato sia nel 1191 che nel 1220.
A quel tempo alla chiesa facevano capo 16 chiese suffraganee ed era anche la capoluogo della Lega di San Donato.
A San Donato in Poggio nel 1176 e nel 1255 fu fatta la pace tra Siena e Firenze; nel 1313 la località fu assediata dalle truppe di Arrigo VII.
I pievani di San Donato in Poggio appartennero per molti anni alla famiglia Gherardini, che aveva delle proprietà nella zona.
Il capitolo dei canonici risultava attivo, che probabilmente si riuniva nel chiostro, nel 1356. Nei pressi della pieve era stato fondato anche lo Spedale di San Donato, citato in documenti a partire dal 1333.
Nel XVI secolo la pieve venne arricchita da diverse opere d'arte. Nel XVII secolo venne sistemato il presbiterio con la realizzazione di un altere per ogni abside. Nel XIX secolo iniziarono i lavori di ripristino della struttura romanica all'interno, a cui fece seguito, nel 1911, il restauro del campanile ed infine nel 1927 venne costruita la cappella del Battistero posto alla base del campanile.

## Descrizione
La pieve di San Donato è una basilica a tre navate coperte a tetto e con tre absidi semicircolari; la pieve ha un rivestimento in filaretti di pietra alberese
Fa parte di un complesso fortificato che consta anche di una torre campanaria. La torre campanaria probabilmente è preesistente alla pieve.

### Esterno
La facciata a salienti ha sulla destra il campanile e si distingue per la bellezza e la regolarità del paramento murario, che in origine era compatto visto che tutte le aperture sono state realizzate successivamente in occasione di restauri; la realizzazione della facciata risale al XII secolo. Il fianco destro, quello visibile dalla strada, è stato realizzato usando calcare di varie tonalità, probabilmente a causa di un cambio di approvvigionamento durante la costruzione; su questo fianco sono presenti due portali (oggi tamponati) dotati entrambi di archivolto e arco a tutto sesto rialzato secondo lo stile pisano.
Le tre absidi sono prive di decorazioni, tranne che nello zoccolo di base e nella cornice di coronamento; in esse si aprono tre strette monofore strombate e coronate da un archivolto monolitico.

### Interno
L'interno è coperto a capriate lignee ed è caratterizzato dalla stessa severa semplicità e nudità dell'esterno. È diviso in tre navate di sei campate ciascuna con due file di pilastri a sezione rettangolare.
grazie a queste estrema semplicità la pieve di San Donato è sempre stata indicata come uno dei miglioro esempi tra chiese romaniche del contado fiorentino erette nel XII secolo.
Nella prima campata sulla destra, dove nel 1927 è stato realizzato il battistero è collocato il fonte battesimale attribuito a Giovanni Della Robbia (1513) e un trittico di Giovanni del Biondo (1375).

## Plebato di San Donato in Poggio
- Chiesa di San Lorenzo a Cortine
- Chiesa di Santa Maria a Cerbaia (annessa alla pieve)
- Chiesa di San Martino a Cozzi (annessa alla Chiesa di Santa Maria al Morrocco)
- Chiesa di San Michele a Montecorboli (annessa alla seguente)
- Chiesa di San Miniato a Sicelle
- Chiesa di San Pietro a Olena
- Chiesa di San Polo di Torre (annessa alla pieve)
- Chiesa di San Silvestro al Ponte d'Argenna (annessa alla pieve)
- Chiesa di San Giusto a Ricavo
- Chiesa di San Giorgio allo Spadaio (annessa ad Olena)
- Chiesa di San Giovanni alla Villa (annessa alla pieve)
- Chiesa di San Bartolomeo a Piumiano (annessa alla pieve)
- Chiesa di Santa Maria al Morrocco